# De Havilland Sea Venom
De Havilland Sea Venom byl britský poválečný palubní proudový letoun, který byl vyvinut z letounu de Havilland Venom. Letoun sloužil u britského Královského námořnictva, francouzského námořního letectva a u australského královského námořnictva. Francouzské námořnictvo používalo letouny zvané Aquilon, což byla licenčně vyráběná verze letounu Sea Venom FAW.20, kterou vyráběla společnost SNCASE (Sud-Est).

## Vývoj a popis
Sea Venom byla navalizovaná verze dvoumístného nočního stíhacího letounu de Havilland Venom NF.2 a byla používaná jako stíhací letoun do každého počasí u Fleet Air Arm. Britské Královské námořnictvo (Royal Navy) objednalo celkem 3 prototypy dle specifikací N.107. Aby mohly být letouny použity na palubách letadlových lodí britského Královského námořnictva, musela být oproti „pozemní“ verzi provedena celá řada změn. Ty zahrnovaly sklopné konce křídel asi v polovině své délky (mimo prvních dvou prototypů), záchytný dvouramenný přistávací hák ve tvaru „V“ (ukrytý pod typickým vypouklým krytem nad tryskou proudového motoru) a zesílený zvýšený podvozek. Překryt kabiny byl modifikován tak, aby jej bylo možno odhodit i pod vodou. První vyrobený prototyp vykonal svůj první let 19. dubna 1951. Zkoušky na palubě letadlové lodi HMS Illustrious byly zahájeny 9. července 1951. Byly postaveny ještě další dva prototypy. První sériový Sea Venom dostal označení Sea Venom FAW Mk.20 (Fighter – stíhací, All-Weather – do každého počasí). Byl poháněn jedním proudovým motorem de Havilland Ghost 103 a jeho výzbroj byla stejná jako u „pozemní“ verze pro RAF. Následující varianta Sea Venom FAW Mk.21 (zkráceně FAW.21), byla vlastně námořní varianta letounu Venom NF Mk.3. Tyto úpravy zahrnovaly motor Ghost 104, vypouklý překryt kokpitu, motoricky ovládaná křidélka a americký radar AI Mk.21. Letouny měly i zesílený podvozek a přistávací hák. Během výroby verze FAW.21 byla zavedena vystřelovací sedadla Martin-Baker Mk.4, dříve vyrobené letouny byly těmito sedadly dovybaveny. Poslední variantou pro Royal Navy byl Sea Venom FAW Mk.22 (zkráceně FAW.22), který byl poháněn motorem Ghost 105. První letoun této verze poprvé vzlétnul 1. října 1956. Celkem 39 strojů tohoto typu bylo postaveno v letech 1957–58. Některé z nich byly později vybaveny raketami vzduch-vzduch de Havilland Firestreak.
Několik letounů FAW.21 bylo v roce 1958 upraveno pro účely elektronického boje, přičemž výzbroj byla nahrazena elektronickými rušičkami a dalším vybavením pro elektronický boj. Tyto stroje se staly známými jako Sea Venom ECM Mk.21. Podobně upravené letouny FAW.22 byly známé jako Sea Venom ECM Mk.22.
Bylo uvažováno i o modernizované verzi letounu s označením DH.116 se šípovitými křídly a lepším radarem. Tento projekt však byl ukončen, protože námořnictvo chtělo stroj s dvojicí motorů. Sea Venomy tak nahradily letouny de Havilland Sea Vixen.
Austrálie objednala celkem 39 strojů Sea Venom FAW.21, které dostaly označení Sea Venom FAW Mk.53 (zkráceně FAW.53). Letouny se lišily od verze FAW.21 instalací radaru AI Mk.17.
V roce 1951 francouzské ministerstvo námořnictva rozhodlo o zavedení typu u francouzského námořnictva. První 4 letouny byly dodány rozložené na díly ke konečné montáží u společnosti SNCASE (Société nationale des constructions aéronautiques du Sud-Est). První z nich vzlétnul 31. října 1952 pod označením Aquilon 20 (Severní vítr) a později byl vyroben ještě pátý prototyp Aquilon 201, který se stal prototypem pro letouny Aquilon 202. Letouny byly poháněny motory de Havilland Ghost 48 Mk.1 s tahem 21,5 kN, které vyráběla v licenci firma Fiat. Pod označením Aquilon 201 bylo vyrobeno dalších 25 licenčních strojů, které se podobaly letounům FAW.20. Následovalo 25 letounů verze Aquilon 202 s americkým radarem AN/APQ-65, vystřelovacími sedadly a odsuvným překrytem kokpitu. Dalším licenčním letounem byla jednomístná verze Aquilon 203. Bylo vyrobeno celkem 40 strojů. Malý počet letounů Aquilon 201 byl později upraven do cvičné dvoumístné verze Aquilon 204.

## Operační historie

### Britské Královské námořnictvo

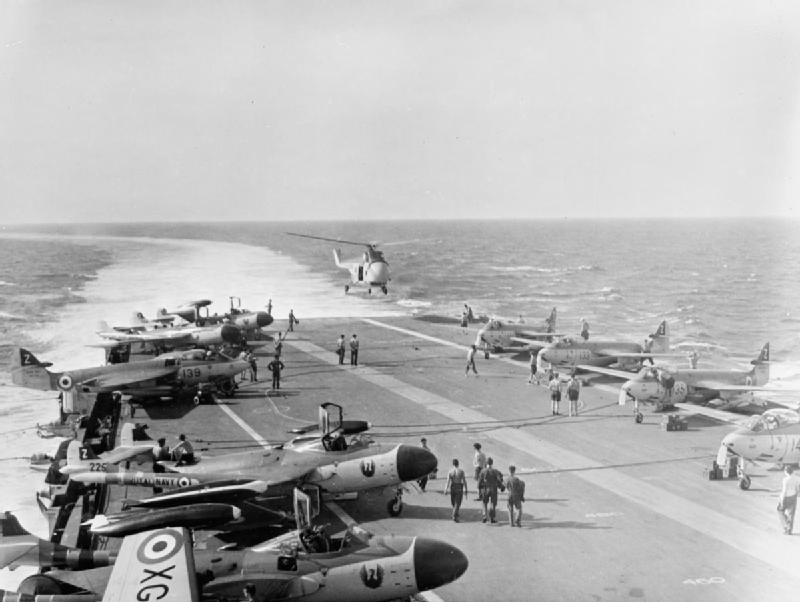
Sea Venomy na palubě letadlové lodi HMS Albion během Suezské krize v roce 1956.

Letouny sloužily u Fleet Air Arm v letech 1954–1960. Letouny působily v rámci 809., 831., 890., 891., 892., 893., 894. a 895. námořní letecké perutě (Naval Air Squadron) například na letadlových lodích HMS Albion, HMS Ark Royal a HMS Eagle. Také působily u 700. námořní zkušební perutě a 738. a 766. cvičné perutě. Během služby zažily několik ostrých nasazení během svého působení u Královského námořnictva. V roce 1956 se spolu s Venomy od RAF účastnily bojů během Suezské krize, které začaly 31. října 1956. Anglo-francouzská operace označená kódovým označením „Operace mušketýr“ byla reakcí na znárodnění Suezského průplavu. Sea Venomy podnikly řadu letů, přičemž bombardovaly mnoho cílů v Egyptě. Během těchto akcí byl ztracen jeden letoun (WW284), který byl poškozen protiletadlovou palbou. Letoun dosedl poškozený „na břicho“ na palubu letadlové lodi.
V roce 1958 letouny zasahovaly i během Kyperské krize. Letouny se také účastnily konfliktu v Adenu, kde byly Sea Venomy nasazeny proti jemenským povstalcům ukrytým v kopcích.
Od roku 1959 začaly být Sea Venomy nahrazovány ve službě u Královského námořnictva letouny de Havilland Sea Vixen, které byly rovněž charakteristické stejným uspořádáním zadní části letounu. Brzy poté začaly letouny Sea Venom opouštět službu v první linii. Letouny dále sloužily v různých pomocných, testovacích a cvičných rolích. Poslední oficiální let vykonal Sea Venom (XG683) 6. října 1970.

### Austrálie

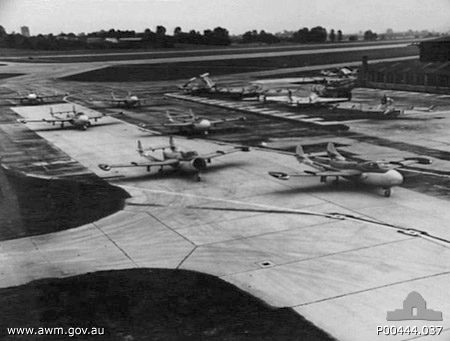
Australský Sea Venom asi v roce 1955

39 letounů Sea Venom FAW.53 sloužilo u australského královského námořnictva (RAN), kde nahradily letouny Hawker Sea Fury. První letoun byl dodán 1. března 1955 a poslední 18. ledna 1956. Letouny Sea Venom vstoupily do služby v roce 1956, sloužily na letadlové lodi HMAS Melbourne, která byla upravována ve Spojeném království. Letouny byly dodávány přímo na palubu této australské lodi. Vyzbrojená loď se vydala na cestu z přístavu Portsmouth do Austrálie v březnu 1956. Ze služby v první linii byly staženy 25. srpna 1967, když byly nahrazeny letouny Douglas A-4 Skyhawk. Jejich konečné vyřazení bylo provedeno nejpozději v lednu 1970.

### Francie
Licenční letouny Aquilon vyráběné firmou SNCASE v Marignane sloužily u francouzského námořnictva od roku 1955 až do svého vyřazení v roce 1963. Zúčastnily se operačních letů během alžírského tažení, kde podporovaly pozemní operace.

## Dochované letouny
Několik letounů Sea Venom se dochovalo v Austrálii, Spojeném království a na Maltě. Jeden Aquilon se dochoval i ve Francii. Seznam těchto letounů je uveden na anglické verzi této stránky.

## Varianty

### Sea Venom
Sea Venom NF Mk.20
Prototypy letounu Sea Venom založené na letounu Venom NF Mk.2 (NF.2). Postaveny 3 stroje.
Sea Venom FAW Mk.20
První sériová verze založená na letounech Venom NF Mk.2A poháněná proudovým motorem Ghost 103 s tahem 21,6 kN a s radarem AI Mk.10 (US SCR 720). Postaveno 50 letounů.
Sea Venom FAW Mk.21
Vylepšená verze, která odpovídala verzi Venom NF Mk.3, a která byla poháněna motorem Ghost 104 s tahem 22,1 kN. Verze měla zesílený podvozek a radar AI Mk.21 (US APS-57). Postaven 1 prototyp a 167 sériových letounů.
- Sea Venom ECM Mk.21

Několik letounů FAW.21, které byly roku 1958 modifikovány pro účely elektronického boje. Letouny nebyly vyzbrojeny.
Sea Venom FAW Mk.22
Výkonnější verze letounů poháněná motory Ghost 105 s tahem 23,6 kN pro lepší výkony ve velkých výškách. Postaveno 39 letounů.
- Sea Venom ECM Mk.22

Letouny pro elektronický boj přestavěné z letounů FAW.22.
Sea Venom FAW Mk.53
Australské označení letounů Sea Venom FAW Mk.21. Postaveno 39 strojů.

### SNCASE Aquilon

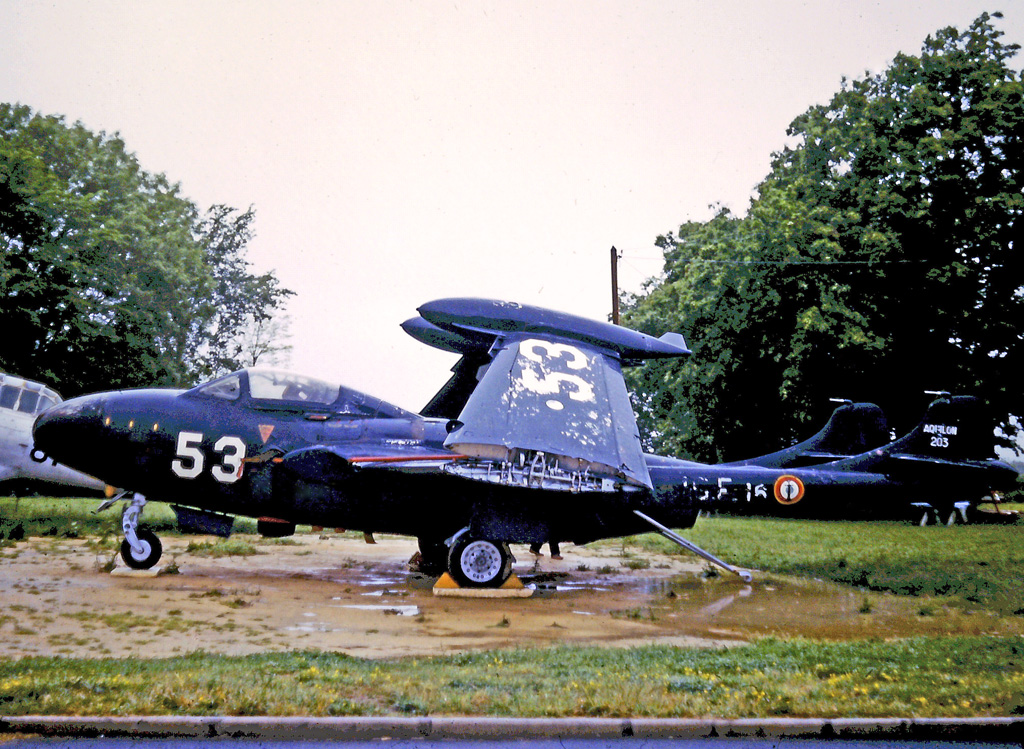
Ve Francii postavený Aquilon 203 vystavený na Aéroport de Lorient Bretagne Sud v roce 1973

Aquilon 20
První verze. Postaveny 4 stroje z dílů dodaných společností de Havilland.
Aquilon 201
Prototyp letounu postavený ve Francii. Postaven 1 letoun. Dále bylo postaveno 25 sériových letounů této verze.
Aquilon 202
Dvoumístná verze s vystřelovacími sedadly SNCASO, americkým radarem AN/APQ-65 a klimatizací kokpitu. Postaveno 25 letounů výrobních čísel 26-50.
Aquilon 203
Jednomístná verze s americkým radarem AN/APQ-94 a vybavená lištami pro vypouštění střel vzduch-vzduch. Jeden letoun přestavěn z verze Aquilon 202 a postaveno dalších 40 nových letounů výrobních čísel 51-90.
Aquilon 204
Dvoumístná cvičná verze bez kanónové výzbroje výrobních čísel 91-96. Několik strojů bylo přestavěno z letounů Aquilon 20/201.

## Specifikace (Sea Venom FAW.22)
Technické údaje pocházejí z publikace „De Havilland's Sea Vixen“.

### Technické údaje
- Posádka: 2
- Rozpětí: 13,06 m
- Délka: 11,15 m
- Výška: 2,60 m
- Nosná plocha: 25,99 m²
- Plošné zatížení: ? kg/m²
- Prázdná hmotnost: ? kg
- Vzletová hmotnost: 6 985 kg
- Max. vzletová hmotnost: 7 167 kg
- Pohonná jednotka: 1× proudový motor de Havilland Ghost 105
- Tah pohonné jednotky: 23,6 kN

### Výkony
- Cestovní rychlost: 700 km/h ve výšce ? m
- Maximální rychlost: 927 km/h (575 mph, 500 uzlů) na hladině moře
- Dolet: 1 135 km (613 námořních mil)
- Dostup: 12 040 m (39 500 stop)
- Stoupavost: 29,2 m/s (5 750 stop/min)

### Výzbroj
- 4× letecký kanón Hispano Mk.V ráže 20 mm se 150 náboji na zbraň
- 8× raketa RP-3 o hmotnosti 27 kg nebo
- 2× letecká puma o hmotnosti 1 000 liber (453,6 kg)

## Uživatelé
Austrálie

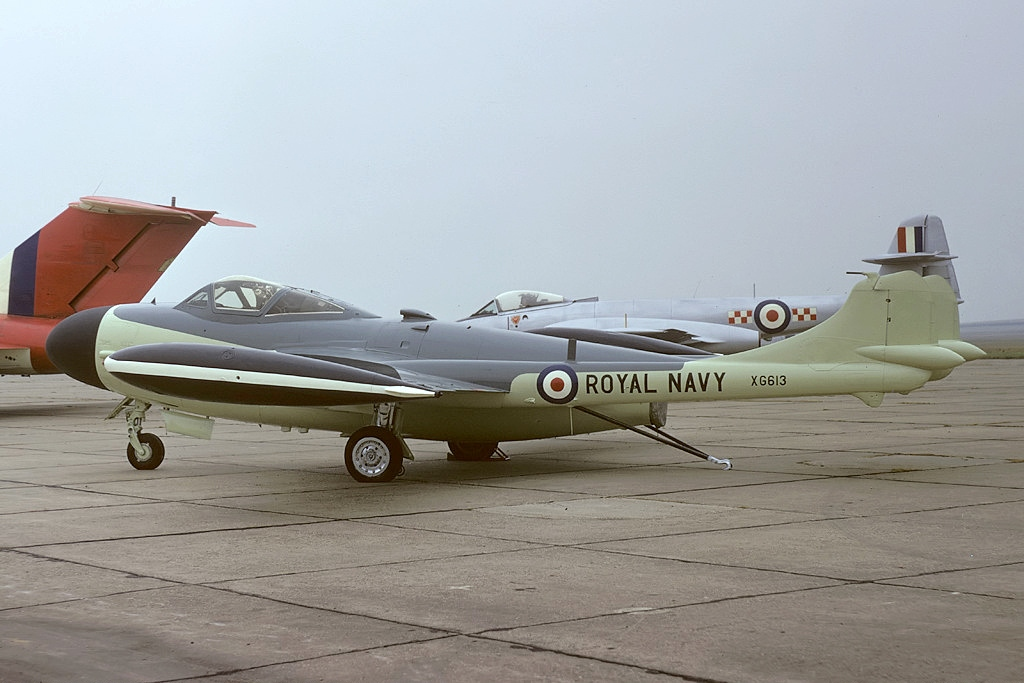
De Havilland Sea Venom

- Australské královské námořnictvo – používalo letouny Sea Venom

 Francie
- Francouzské námořnictvo – francouzské námořní letectvo používalo letouny Aquilon

 Spojené království
- Královské námořnictvo – Fleet Air Arm

#### Související vývoj
- de Havilland Venom
- de Havilland Vampire
- de Havilland Sea Vixen

#### Podobná letadla
- Grumman F9F Panther
- Hawker Sea Hawk
- McDonnell F2H Banshee
- MiG-9
- Republic F-84 Thunderjet
- Jak-25 (1947)